# Benjamin Bloomfield, 1:e baron Bloomfield
Benjamin Bloomfield, 1:e baron Bloomfield, född 13 april 1768, död 15 augusti 1846, var en brittisk diplomat.
Bloomfield var 1823–1833 minister i Sverige, och blev senare befälhavare vid arsenalen i Woolwich. År 1886 utkom en svensk översättning av ett avsnitt i hans självbiografiska anteckningar, Lord Bloomfields memoarer från svenska hofvet.